# Río Falgu
El río Falgu o Phalgu (en hindi: फल्गु नदी) es un corto río de India de la cuenca del Ganges que recorre partes del distrito de Gaya en el estado de Bihar. Es asimismo un río sagrado hindú.

## Curso

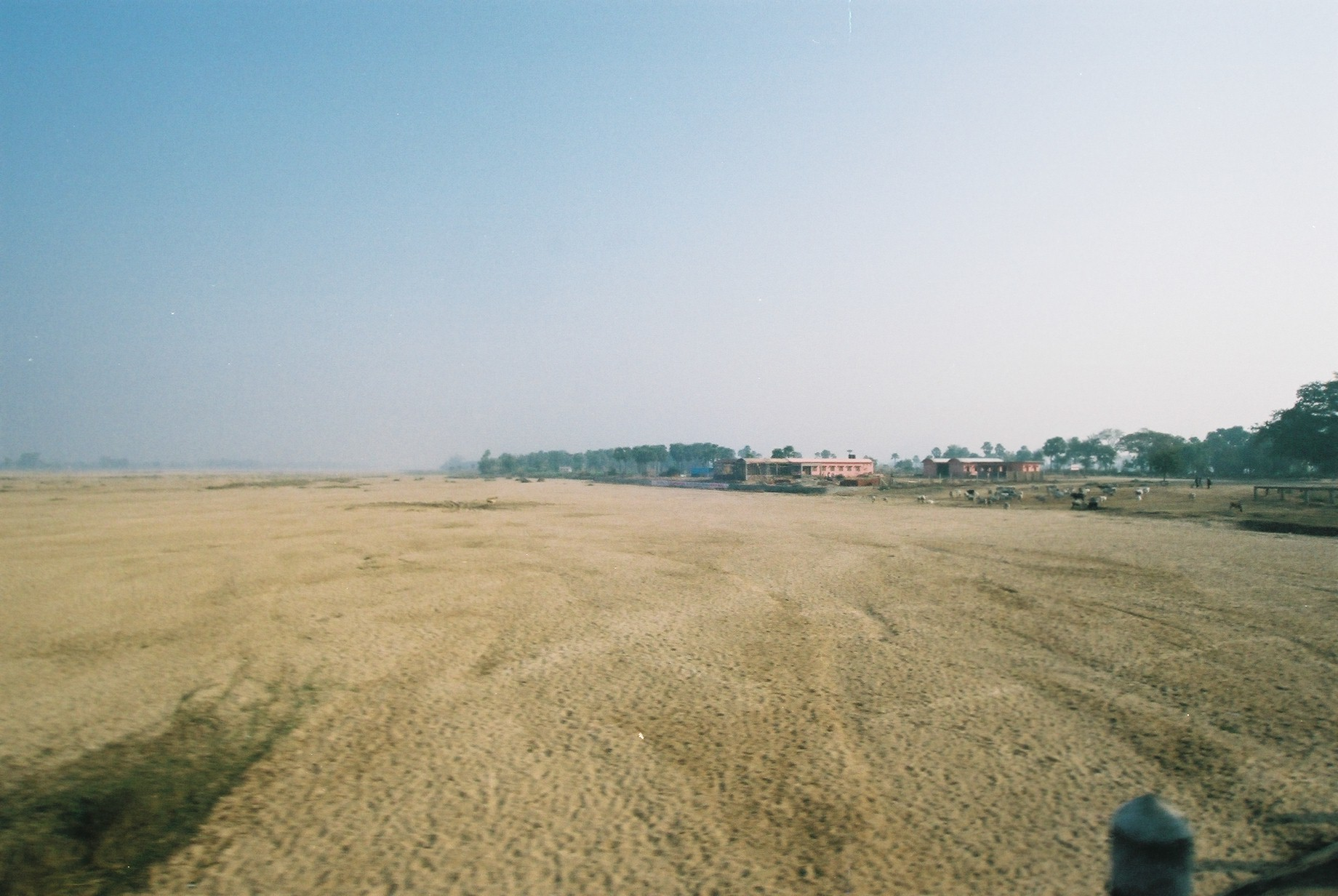
Lecho seco del Niranjana.

El Falgu se forma por la unión poco más 2 km antes de Bodh Gaya, de los ríos Lilajan (también llamado Niranjana o Nilanjan) y del Mohana. De hecho, el Falgu también se conoce como Niranjana.
En su curso, el río pasa por la ciudad de Gaya, tras lo cual en un gran banco rocoso, en cuyos escarpados costados hay una serie de escaleras que llevan al lecho del río, situándose en sus orillas el templo de Vishnupad Mandir. A continuación fluye en dirección nororiental por 27 km, y de manera opuesta a las cuevas Barabar vuelve a tomar el nombre de Mohana, dividiéndose en dos brazos que desembocan en una sección del río Punpun.
Como los Lilajan y el Mohana, el río Falgu puede registrar grandes crecidas durante los monzones pero en otros periodos se reduce a un arroyo que atraviesa una gran extensión de arena.

## Significado religioso

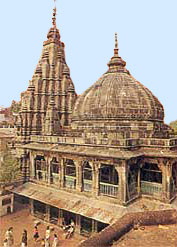
Templo Vishnupad Mandir.

La sección del Falgu que atraviesa la ciudad de Gaya es sagrado para los hindúes. Es el primer lugar sagrado visitado por el peregrino y es donde debe realizar su primera ofrenda por las almas de sus ancestros. Según el Gaya Mahatmya, que conforma el Vayu Purana,, el Falgu es la realización de Vishnu. Según una tradición, antiguamente fluía leche por su lecho.
Según una creencia hindú, el alma erra tras la muerte hasta que se realiza pindadan, un servicio religioso por la persona fallecida para que se reinicie el rito de renacimiento. Durante el pitrapaksh se considera que se debe ofrecer una pindadan. A los quince días de la luna menguante durante el mes de ashvin se les conoce como pitrapaksh. Los Pindadan se ofrecen tradicionalmente a orillas del Falgu en Gaya. Los devotos que los ofrecen deben afeitar sus cabezas y realizar una inmersión sagrada. Las oraciones se realizan en el templo Vishnupad Mandir. Sacerdotes conocidos como Gaywal-pandas dirigen el ritual. Este rito atrae a miles de creyentes.

### Mitología
Se alude a la ciudad de Gaya y al río Falgu en el texto épico del Ramaiana. Según la mitología hindú, Sita la esposa de Rama maldijo el Falgu. Según la leyenda, por esa razón pierde su cauce, convirtiéndose en una larga franja de dunas.
Según la tradición, en ausencia de Rama, Sita ofreció pinda en sus orillas a Dasharatha, padre de Rama.